# Краков-Балице
Международный аэропорт Краков-Балице имени Иоанна Павла II англ. John Paul II International Airport Kraków-Balice,(ИАТА: KRK, ИКАО: EPKK) — международный аэропорт, расположенный в 11 км к западу от центра Кракова. Аэропорт расположен рядом с 8-й авиабазой Военно-воздушных сил Польши и совместно с ней эксплуатирует бетонную взлётно-посадочную полосу размерами 2550 на 60 метров. Это аэропорт класса 4D с системой точного обеспечения посадки Instrument landing system класса I и дополнительными посадочными огнями по оси взлётно-посадочной полосы. Аэропорт эксплуатируется обществом с ограниченной ответственностью Międzynarodowy Port Lotniczy im. Jana Pawła II Kraków — Balice sp. z o.o.
Это второй аэропорт Польши после Варшавского аэропорта им. Шопена как по количеству принятых пассажиров, так и по количеству взлётов и посадок. Аэропорт имеет хорошие перспективы развития, поскольку в радиусе 100 км от него проживает около 8 млн человек, и он находится при пересечении крупных транспортных коммуникаций этой части Европы.
Имя Папы Римского Иоанна Павла II было присвоено аэропорту в 1995 г. Сам Иоанн Павел II неоднократно бывал в Балице при своих поездах в Польшу во время понтификата.

## История
- С 1923 г. пассажирские перелёты из Кракова осуществлялись с аэропорта Краков-Раковице-Чижины, ликвидированного в 1963 г. С 2005 г. часть его взлётно-посадочной полосы используется в составе аэропорта-музея.
- В 1964 г. часть существовавшего военного аэродрома в Балицах начинает использоваться для гражданских перевозок.

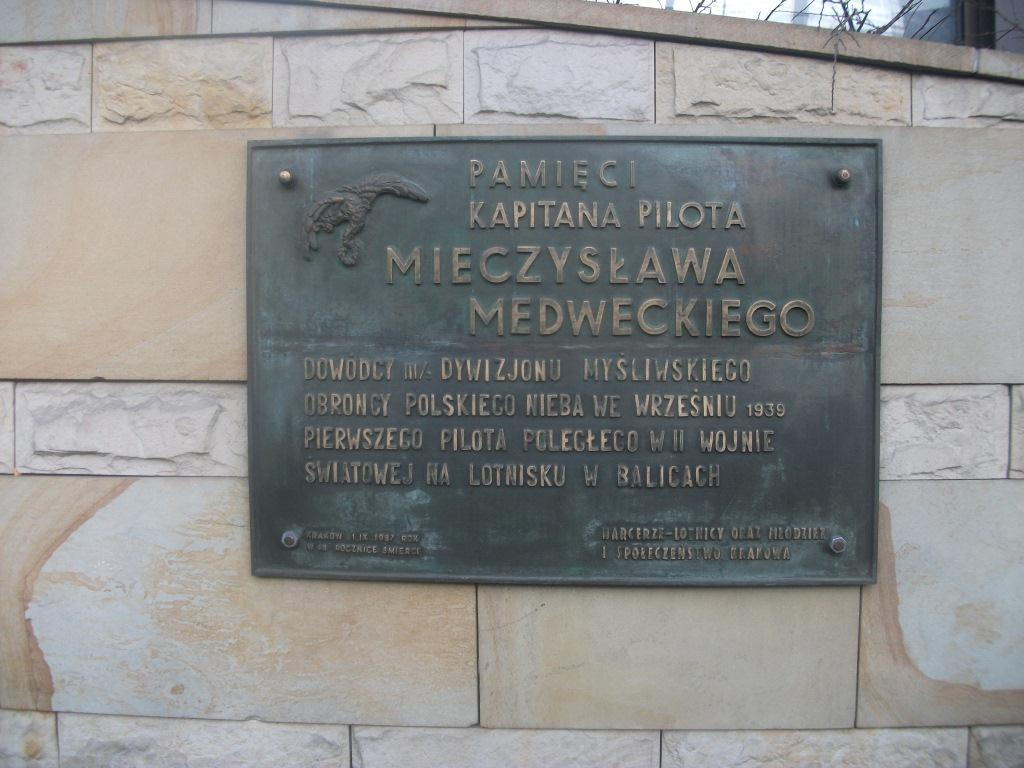
Мемориальная доска в честь польского лётчика, погибшего в Балицах в сентябре 1939 г.

- В 1995 г. аэропорт получает имя Иоанна Павла II.
- 29 апреля 2009 г. в аэропорту совершил посадку Boeing 747-400 (Jumbo Jet) израильской авиакомпании El Al. Это было доказательством того, что аэропорт может принимать самолёты такого класса. Но они не могут иметь максимальную нагрузку, потому что взлётно-посадочная полоса короткая для их разбега[6].
- В 2003 г. ирландский низкобюджетный авиаперевозчик Ryanair начал переговоры с целью организации полётов из краковского аэропорта. Но авиационные власти не согласились снизить аэропортовый сбор, поэтому власти города и Малопольского воеводства решили построить второй терминал для бюджетных авиалиний. Но возникли трудности, связанные с тем, кто является владельцем аэропорта и кто будет отвечать за этот терминал. Но хотя новый терминал не был построен, появление первых дешёвых перевозчиков вынудило традиционные авиакомпании снизить цены на некоторых направлениях.
- В 2004 г. появились новые маршруты в Центральную Европу. После короткого спада числа пассажиров оно снова стало динамично прибывать. Но сильным конкурентом стал аэропорт Катовице, которому удалось наладить значительно лучшие отношения с бюджетными авиакомпаниями.
- 13 ноября 2004 года бюджетный перевозчик easyJet начал регулярное авиасообщения с Краковом

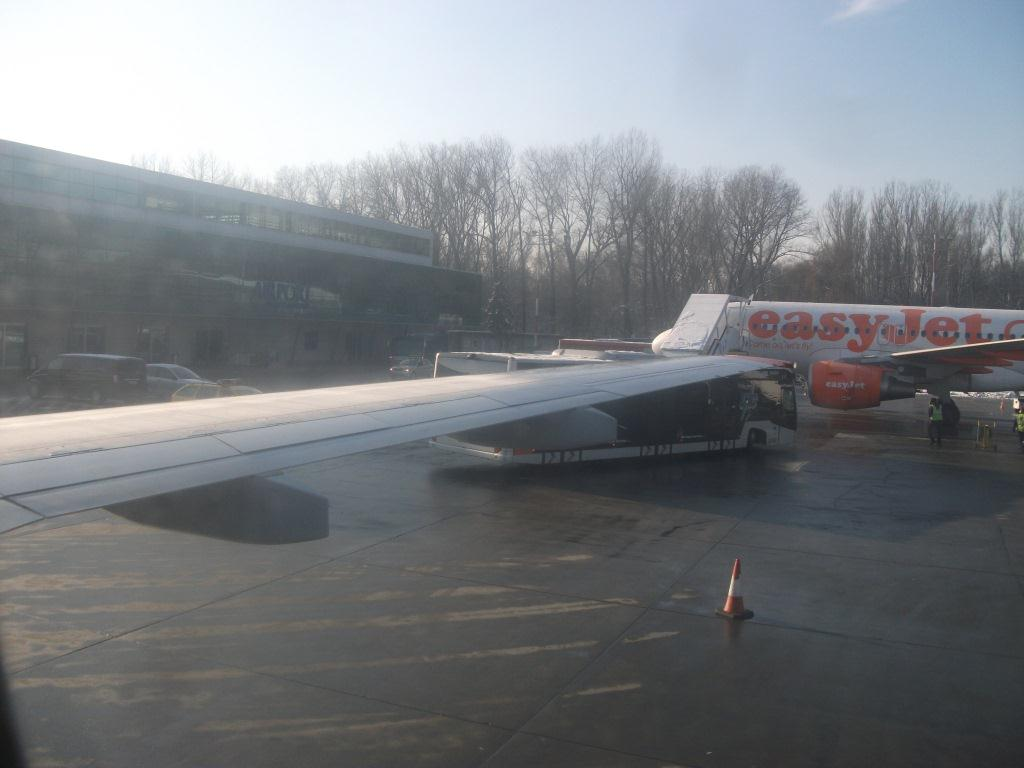
Самолёт easyJet в аэропорту Балице

- В 2004 г. появилась идея открытия железнодорожного сообщения между аэропортом и центром города. С этой целью были использованы пути железной дороги, использовавшейся для транспортировки цистерн с топливом к военно-воздушной базе. С 26 мая 2006 года между железнодорожным вокзалом Краков-Главный и аэропортом Краков-Балице курсирует рельсовый автобус. Его станция расположена в 200 м от пассажирского терминала аэропорта. Поездка из центра города до аэропорта занимает около 18 минут.
- 28 февраля 2007 г. открыт внутренний терминал площадью 1733 м², который может обслужить 500 тыс. чел. в год. Интересно, что первоначальным назначением здания терминала было использование его в качестве гаража для техники, обслуживающей аэропорт.
- 17 мая 2007 г. введено в эксплуатацию новое здание пожарной охраны, размещенное у контрольной полосы аэропорта, что обеспечило возможность сокращение времени реакции спасательных и пожарных служб до 90 секунд.
- 20 июля 2007 г. открыта новая часть международного терминала площадью 3000 м², с 15 стойками регистрации и 5 пунктами контроля. Это был второй этап подготовки аэропорта к вступлению Польши в Шенген, произошедшим в воздушном сообщении 1-го марта 2008 г.

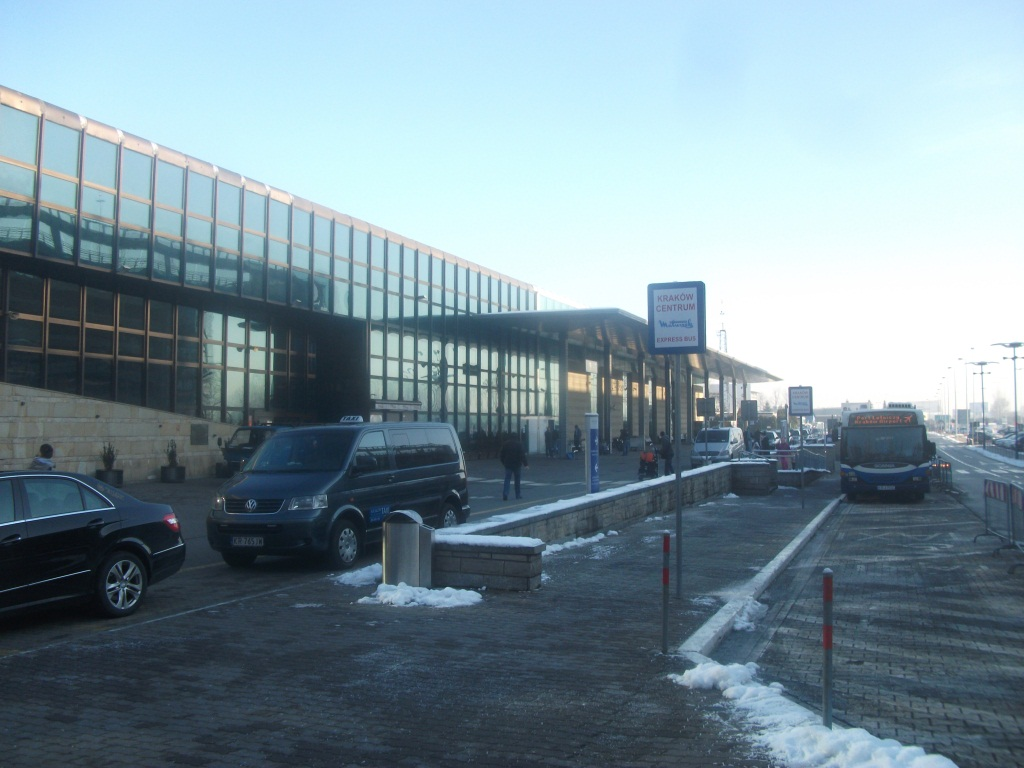
Международный терминал снаружи

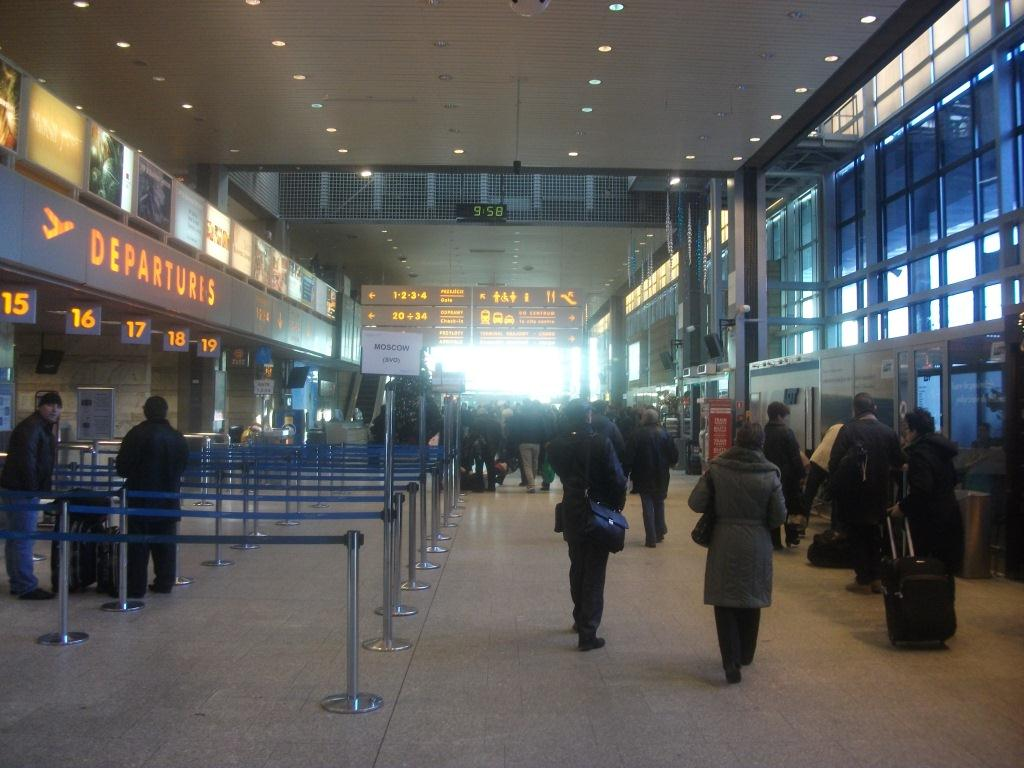
Международный терминал внутри

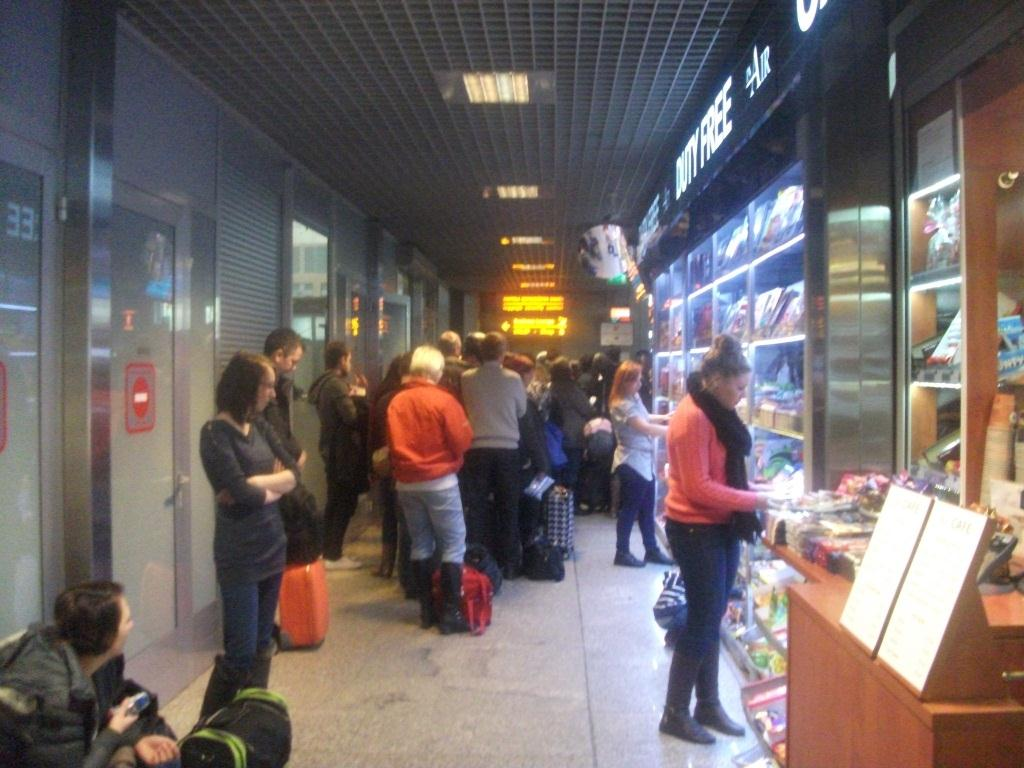
Международный терминал. Выход на посадку, рейсы за пределы Шенгенской зоны

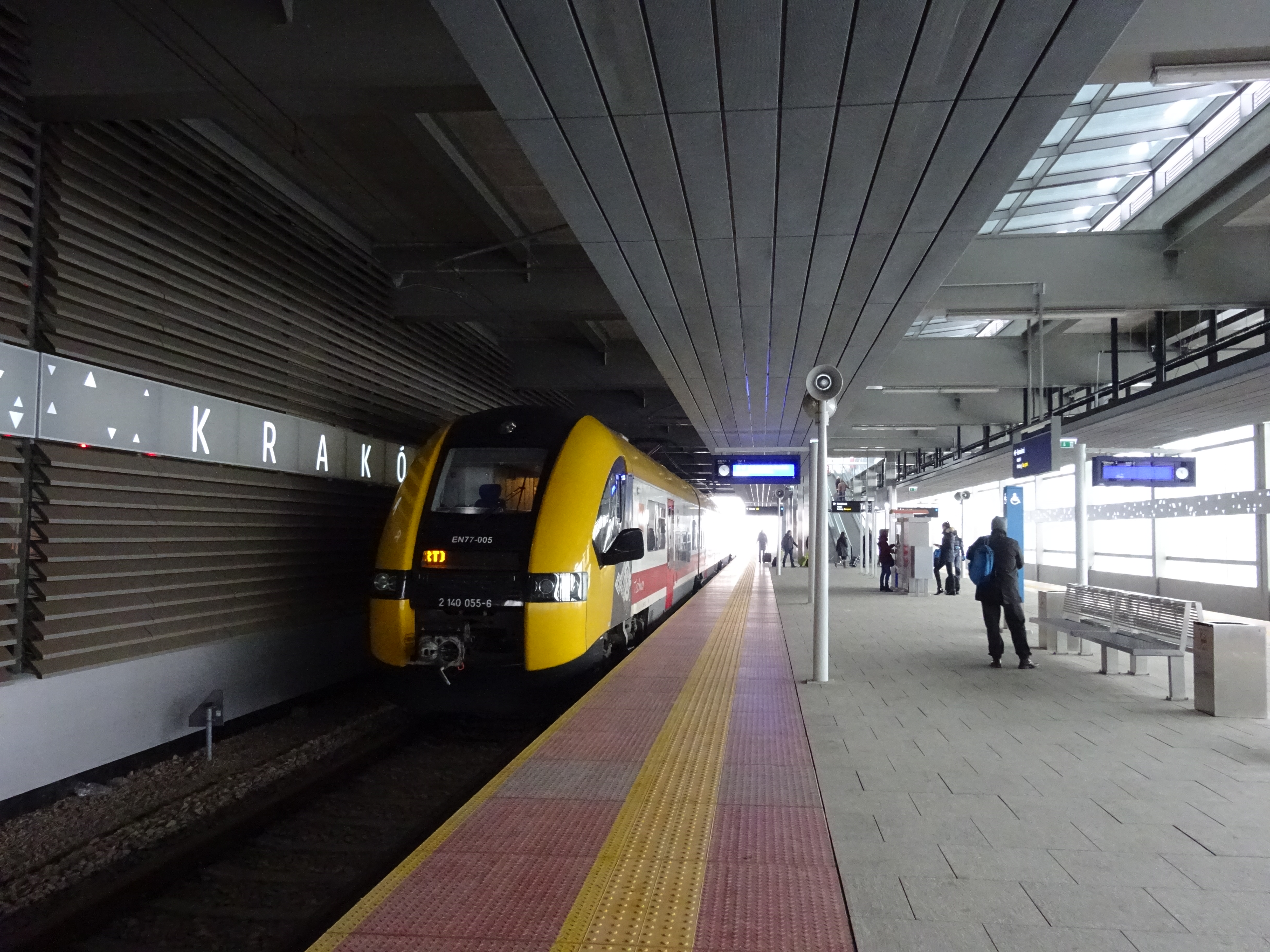
Pesa Acatus II на станции Аэропорт Краков

- 4 сентября 2007 название аэропорта изменено с Międzynarodowy Port Lotniczy im. Jana Pawła II Kraków-Balice на Kraków Airport im. Jana Pawła II.[7]
- 27 ноября 2007 г. аэропорт утратил статус «пересадочного узла» словацкой бюджетной авиакомпании SkyEurope Airlines и соответственно — 19 направлений авиасообщений.
- 20 декабря 2007 г. аэропорт обслужил трёхмиллионного пассажира в 2007 г.[8]
- 9 января 2008 авиакомпания Germanwings объявила о переносе с 1-го апреля своих рейсов в Кёльн и Штутгарт в аэропорт Катовице. Рейсы Germanwings вернулись в Краков 15 июня 2009 г.[9].
- 1 марта 2010 г. открыт новый паркинг, расположенный у международного терминала[10].
- В августе 2011 авиакомпания Ryanair обслужила четырёхмиллионого пассажира краковского аэропорта[11].
- 26 ноября 2011 малопольский воевода дал разрешение на строительство пассажирского терминала. Общая площадь терминала будет составлять 55 тыс. м² полезной площади, ежегодно он сможет обслуживать 8 миллионов пассажиров[12].
- С 24 апреля 2012 г. бюджетная авиакомпания Volotea начала регулярное сообщение с Венецией[13], а с 26 апреля авиакомпания Аэрофлот начала регулярные полёты в Москву[14].
- С конца сентября 2014 г. Аэрофлот прекратил рейсы из Кракова в Москву[15].
- В сентябре 2015 года открыто железнодорожное сообщение между аэропортом Краков-Балице, Центральным железнодорожным вокзалом в Кракове и пригородом Величка.[16].
- В июле 2016 года два пассажирских терминала были объединены в единый терминал[17].
- В июле 2017 года открыто первое прямое пассажирское межконтинентальное сообщение между аэропортами Краков-Балице и Чикаго О’Хара.[18].
- В ноябре 2017 года аэропорт Краков-Балице обслужил пятимиллионного пассажира за 2017-й год. Таким образом пассажирооборот аэропорта превысил 5 миллионов в год.[19].

## Статистика
| Год  | Пассажиропоток | Изменения (%) |
| ---- | -------------- | ------------- |
| 2003 | 593 214        |               |
| 2004 | 841 123        | ▲42%          |
| 2005 | 1 586 130      | ▲89%          |
| 2006 | 2 367 257      | ▲49%          |
| 2007 | 3 068 199      | ▲30%          |
| 2008 | 2 923 961      | ▼5%           |
| 2009 | 2 680 322      | ▼8%           |
| 2010 | 2 863 996      | ▲7%           |
| 2011 | 3 014 060      | ▲5%           |
| 2012 | 3 439 758      | ▲14%          |
| 2013 | 3 647 616      | ▲6%           |
| 2014 | 3 817 792      | ▲5%           |
| 2015 | 4 221 171      | ▲11%          |
| 2016 | 4 983 645      | ▲18%          |
| 2017 | 5 835 189      | ▲17%          |
| 2018 | 6 769 369      | ▲17%          |
| 2019 | 8 410 817      | ▲24%          |

## Будущее
В течение ближайших 20 лет планируется дальнейшее расширение аэропорта. Ещё недавно планировалось, что в 2015 г. аэропорт должен принять 3.5 млн пассажиров, а 10 лет спустя — 6.5 млн. Однако темпы роста пассажиропотока значительно выше, чем предполагалось.
К 2021 году планируется открытие новой взлетно-посадочной полосы..

## Направления и авиакомпании

### Пассажирский терминал
- Аэрофлот (Москва) — с сентября 2014 года рейсы прекращены
- Aer Lingus (Дублин)
- Austrian Airlines
  - обслуживается через Austrian Arrows (Вена)
- Brussels Airlines (Брюссель)
- Czech Airlines (Прага)
- easyJet (Белфаст, Бристоль, Эдинбург, Ливерпуль, Лондон-Гатвик, Париж — Шарль-де-Голль, Женева)
- EuroLOT (Амстердам [с 6 июня 2012 г.], Дубровник [с 9-го июня 2012 г.], Флоренция [с 7-го июня 2012 г.], Гамбург [с 12-го июня 2012 г.], Heringsdorf/Świnoujście [с 15-го июня 2012 г.], Львов [с 14-го мая 2012 г.], Вильнюс [с 1-го июля 2012 г.], Цюрих [с 12-го июня 2012 г.])
- Finnair (Хельсинки)
- Germanwings (Штутгарт)
- Iceland Express (Рейкьявик) [сезонно]
- Jet2.com (Ньюкасл)
- LOT (Афины, Франкфурт, Париж — Шарль-де-Голль, Рим-Фьюмичино, Чикаго[22])
  - обслуживается EuroLOT (Вена, Варшава, Гданьск, Познань, Щецин)
- Lufthansa
  - Lufthansa Regional обслуживается Lufthansa CityLine (Дюссельдорф, Франкфурт, Мюнхен)
- Norwegian (Берген, Копенгаген, Осло, Ставангер, Стокгольм-Арланда, Хельсинки)
- Ryanair (Аликанте, Барселона, Биллунн, Болонья, Брюссель, Будапешт, Кальяри, Дублин, Восточный Мидландс, Эдинбург, Эйндховен, Киев, Лидс-Брадфорд, Ливерпуль, Лондон-Станстед, Львов, Мадрид, Малага, Мальта, Милан-Бергамо, Одесса, Осло, Пафос, Пальма-де-Майорка, Париж — Бове, Пиза, Рига, Рим — Чампино, Стокгольм-Скавста, Трапани, Харьков, Херсон)
- Trawel Fly (Неаполь) [сезонно]
- Volotea (Венеция)
- Международные авиалинии Украины (Киев) [с 26 декабря 2017] [23]

### Чартерные направления
- Болгария
  - Бургас
- Египет
  - Хургада, Шарм-эш-Шейх
- Греция
  - Корфу, Кос, Крит, Родос
- Испания
  - Фуертевентура, Гран Канария, Пальма де Майорка
- Израиль
  - Тель-Авив
- Португалия
  - Фару
- Тунис
  - Энфида, Монастир
- Турция
  - Анталья, Бодрум, Даламан